# Antonio Landi (1506-1569)
Antonio Landi (Firenze, 25 maggio 1506 – Firenze, aprile 1569) è stato uno scrittore e mercante italiano.
Di famiglia nobile fiorentina, scrisse, tra l'altro, Il commodo, commedia rappresentata per la prima volta nel 1539 alle nozze tra Cosimo I de' Medici ed Eleonora di Toledo e pubblicata nel 1566.
Tenne lezioni all'Accademia fiorentina. Tra il 1559 e il 1560 ebbe una contesa giudiziaria con Benvenuto Cellini.